# 棟方貞良
棟方 貞良（むなかた さだよし）は、江戸時代中期の弘前藩士。

## 略歴
宝永6年（1709年）父・棟方清久の死により家督300石を継いだ。享保7年（1722年）に表書院番頭兼用人となった。享保20年（1735年）、500石を加増され、家老800石となる。延享4年（1747年）には200石の加増で1000石の大身となった。同時に紅裏と城中杖も許可された。乳井貢とも親交があった。
寛延2年（1749年）の飢饉に対し、その対策や上席家老としての激務から心身ともに疲れ果て、寿命を縮めたという。剣術にも優れ、塚原卜伝流の中村次太夫から免許皆伝を受けた。さらにそれを小山貞英に伝授した。